# بنت لارسن (مجدف)
بنت لارسن (بالدنماركية: Bent Larsen)‏ هو مجدف دنماركي، ولد في 31 أغسطس 1942 في كوبنهاغن في الدنمارك.

## وصلات خارجية
- بنت لارسن على موقع الاتحاد الدولي للتجديف (الإنجليزية)
- بنت لارسن على موقع اللجنة الأولمبية الدولية (الإنجليزية)
- بنت لارسن على موقع أوليمبيديا (الإنجليزية)